# Prisoners of the Sun (2013)
Prisoners of the Sun ist ein US-amerikanisch-deutscher Abenteuerfilm aus dem Jahr 2013 von Roger Christian nach einem Drehbuch von Peter Atkins und Anthony Hickox.

## Handlung
Doug Adler studiert Archäologie. Um praktische Erfahrung zu erhalten, wird er auf eine Expedition unter der Führung des exzentrischen Professors Hayden Masterton geschickt. Das Ziel sind die Geheimnisse tief unter dem zeitlosen Sand Ägyptens. Schon bald können sie erste Obelisken und Sarkophage bergen. Aufgrund von Tafeln und Schriften finden sie heraus, dass vor 4000 Jahren Außerirdische den alten Ägyptern die Architektur, die Astronomie und ihre gesamte Kultur lehrten. Danach schlossen die Ägypter die Außerirdischen in ihren Katakomben ein.
Sie treffen auf eine Gruppe, die sich ebenfalls für die Geheimnisse unter dem Sand interessiert. Wenig später werden sie in den Katakomben von den uralten Außerirdischen attackiert und müssen sich mehrmals aus gefährlichen Situationen, verursacht durch tödliche Fallen, retten. Allerdings hat die neugierige Expedition bereits dafür gesorgt, dass altägyptische Götter auferstanden sind und einen Weltuntergang anstreben. Unter der Führung des mumifizierten Al Khem Ayut bahnt sich das Böse einen Weg aus der Pyramide. Das muss verhindert werden.

## Hintergrund

### Produktion
Der Film ging am 4. März 2005 in die Vorproduktion. Die Dreharbeiten begannen am 10. Juni 2005 und endeten am 3. Oktober 2006. Gedreht wurde in den Atlas Corporation Studios im marokkanischen Ouarzazate. Ab Dezember 2006 bis einschließlich Februar 2007 wurden Nachdrehs realisiert. Am 25. Juni 2007 waren die Produktionsarbeiten am Film beendet. Das Filmbudget lag bei geschätzten 17 bis 18 Millionen US-Dollar.

### Veröffentlichung
Der Film erschien am 8. Juli 2014 beim Verlag Phase 4 Films im US-amerikanischen Videoverleih. In Deutschland erschien der Film am 27. Juni 2014 in den Videoverleih. Seine deutsche Free-TV-Premiere gab der Film am 19. März 2018 auf dem Sender Tele 5.

## Rezeption
„B-Movie-Verschnitt in ‚Indiana Jones‘-Tradition, das in der ersten Hälfte noch leidlich atmosphärisch unterhält, es dann aber immer weniger schafft, seine technischen Unzulänglichkeiten aufzufangen.“

Chris The Brain schreibt in seiner Filmreview für Bulletproof, dass es „nicht der schlechteste Film“ sei, den er je gesehen hätte, aber er „würde ihn niemandem empfehlen“. Für ihn ist die Umsetzung trotz guter Ideen schlecht.
Im Popcornmeter, der Zuschauerwertung auf Rotten Tomatoes, hat der Film bei weniger als 50 Abstimmungen eine Wertung von 16 %. In der Internet Movie Database hat der Film bei über 1700 Stimmabgaben eine Wertung von 3,7 von 10,0 möglichen Sternen (Stand: Mai 2025).